# Пьетрабруна
Пьетрабруна (итал. Pietrabruna) — коммуна в Италии, располагается в регионе Лигурия, в провинции Империя.
Население составляет 578 человек (2008 г.), плотность населения составляет 58 чел./км². Занимает площадь 10 км². Почтовый индекс — 18010. Телефонный код — 0183.
Покровителем коммуны почитается святой апостол Матфей, празднование 21 сентября.

## Демография
Динамика населения:

## Администрация коммуны
- Официальный сайт: http://www.comunepietrabruna.it/